# Jarosław (nome)
Jarosław  è un nome proprio di persona polacco maschile.

## Varianti
- Ipocoristici: Jarek[1][2]
- Femminili: Jarosława[3]

### Varianti in altre lingue
- Bielorusso: Яраслаў (Jaraslaŭ)[1]
  - Femminili: Яраслава (Jaraslava)[3]
- Ceco: Jaroslav[1][2]
  - Femminili: Jaroslava[3]
- Italiano: Iaroslao
- Latino: Iaroslaus
- Lettone: Jaroslavs
- Lituano: Jaroslavas[3]
- Rumeno: Iaroslav
- Russo: Ярослав (Jaroslav)[1]
  - Femminili: Ярослава (Jaroslava)[3]
- Serbo: Јарослав (Jaroslav)
- Slovacco: Jaroslav[1]
  - Femminili: Jaroslava[3]
- Sloveno: Jaroslav
- Tedesco: Jaroslaw
- Ucraino: Ярослав (Jaroslav)[1]
  - Femminili: Ярослава (Jaroslava)[3]
- Ungherese: Jaroszlav

## Origine e diffusione
È composto dagli elementi slavi jary ("fiero", "forte", "furioso", da cui anche Jaropolk e Jarmil) e slawa ("gloria", assai comune nell'onomastica slava), quindi può essere interpretato come "fiero e glorioso" o come "famoso per la furia".

## Onomastico
Trattandosi di un nome adespota, l'onomastico può essere festeggiato il 1º novembre, festa di Ognissanti.

## Persone

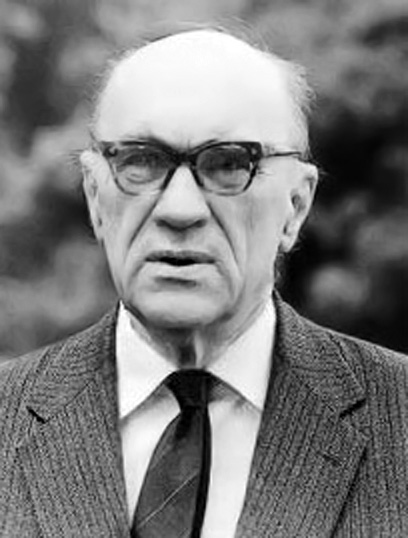
Jarosław Iwaszkiewicz

- Jarosław Bieniuk, calciatore polacco
- Jarosław Fojut, calciatore polacco
- Jarosław Iwaszkiewicz, scrittore polacco
- Jarosław Kaczyński, politico polacco
- Jarosław Koniusz, schermidore polacco
- Jarosław Lato, calciatore polacco
- Jarosław Marycz, ciclista su strada polacco
- Jarosław Mazurkiewicz, calciatore polacco
- Jarosław Rodzewicz, schermidore polacco

### Variante Jaroslav

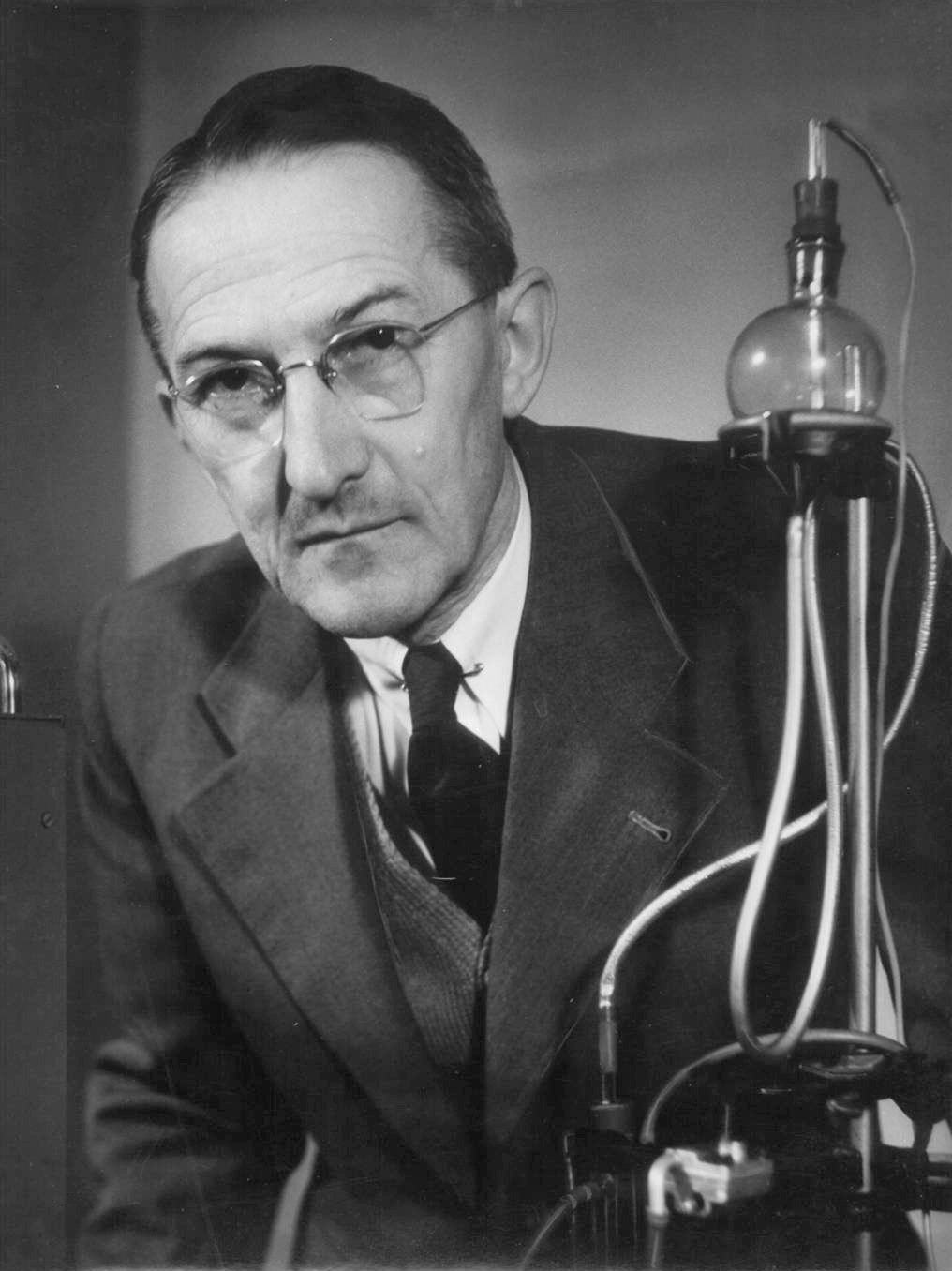
Jaroslav Heyrovský

- Jaroslav I di Kiev, principe di Kiev
- Jaroslav II di Vladimir, principe di Novgorod, Kiev e Vladimir
- Jaroslav III di Vladimir, principe di Tver e gran principe di Vladimir
- Jaroslav Heyrovský, chimico cecoslovacco
- Jaroslav Popovyč, ciclista su strada e pistard ucraino
- Jaroslav Seifert, poeta e giornalista ceco

### Variante Jaroslavas
- Jaroslavas Citavičius, calciatore e allenatore di calcio lituano

### Variante Iaroslao
- Iaroslao di Opole, nobile e vescovo polacco

### Varianti femminili
- Jarosława Jóźwiakowska, atleta polacca
- Jaroslava Mahučich, atleta ucraina
- Jaroslava Schallerová, attrice ceca
- Jaroslava Švedova, tennista russa naturalizzata kazaka